# Barry Lyndon
Barry Lyndon je britsko-americký film z roku 1975. Natočil jej režisér Stanley Kubrick podle scénáře, který sám napsal na motivy románu The Luck of Barry Lyndon od Williama Makepeace Thackeraye. Ve filmu hráli například Ryan O'Neal, Marisa Berenson a Hardy Krüger. Pojednává o fiktivním irském dobrodruhovi z osmnáctého století. Film byl v sedmi kategoriích nominován na Oscara, přičemž cenu čtyřikrát získal (kamera, adaptovaná hudba, výprava, kostýmy). Ve dvou kategoriích byl rovněž neúspěšně nominován na Zlatý glóbus.